# اچ‌دی ۱۸۹۷۳۳
اچ‌دی ۱۸۹۷۳۳ یک ستاره است که در صورت فلکی روباهک قرار دارد.